# Krypno Kościelne
Krypno Kościelne (Krypno) – wieś w Polsce położona w województwie podlaskim, w powiecie monieckim, w gminie Krypno.
Miejscowość jest siedzibą gminy Krypno.
Wieś duchowna, własność probostwa knyszyńskiego, położona była w 1575 roku w powiecie tykocińskim w ziemi bielskiej województwa podlaskiego. W latach 1975–1998 miejscowość administracyjnie należała do województwa białostockiego.

## Charakterystyka
Założone w początkach XVI wieku Krypno od wielu wieków stanowi ośrodek pobożności maryjnej. Wieś o typowym charakterze rolniczym położona na Wysoczyźnie Białostockiej.

## Historia

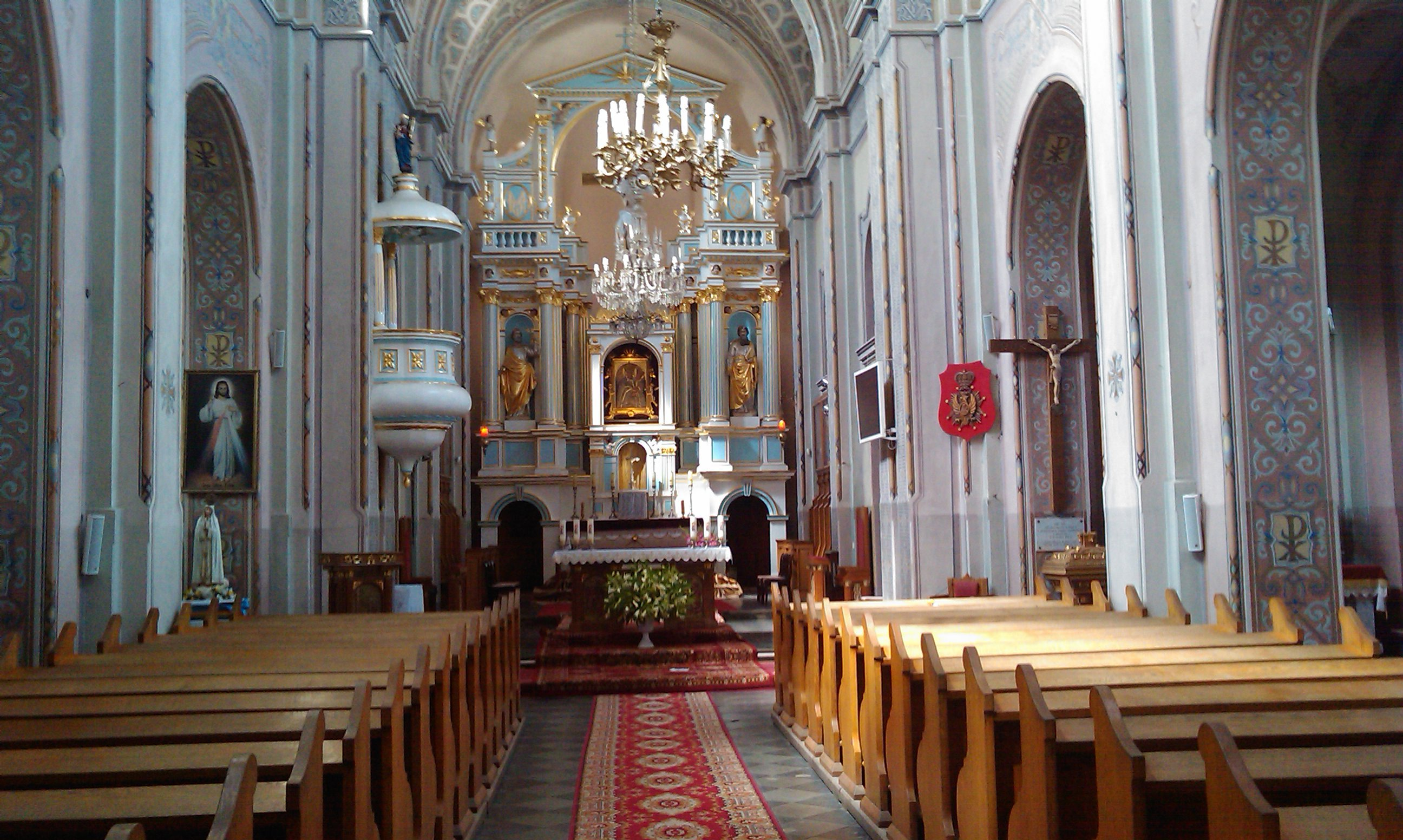
Ołtarz w kolegiacie.

Miejscowość Krypno powstała w XVI wieku. W tym samym wieku wybudowano tu pierwsza świątynię. Obecnie w kolegiacie pw. Narodzenia Najświętszej Maryi Panny z II połowy XIX wieku znajduje się słynący łaskami namalowany na lipowej desce wizerunek Matki Boskiej Pocieszenia, którego kult religijny sięga XVI wieku. Jest to jedna z najwcześniejszych kopii obrazu Matki Bożej Śnieżnej z Bazyliki Santa Maria Maggiore w Rzymie, sprowadzona prawdopodobnie przez hetmana Jana Zamoyskiego do swojej kaplicy w pobliskim Knyszynie. W roku 1985 odbyła się uroczysta koronacja obrazu diademami papieskimi, co przyczyniło się do dalszej popularyzacji sanktuarium, będącego tradycyjnym miejscem pielgrzymek mężczyzn, rodzin i młodzieży z terenu całej archidiecezji białostockiej.

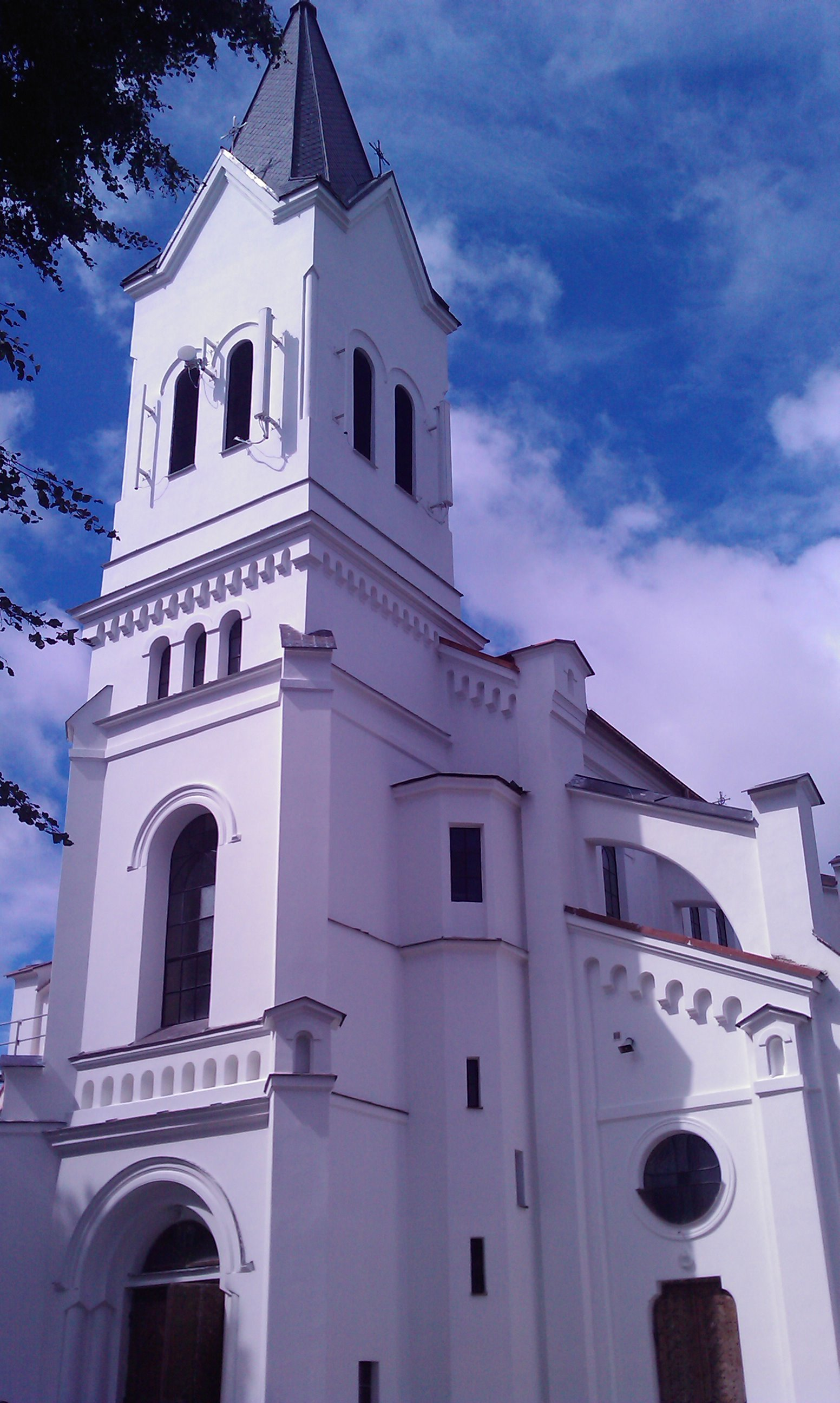
Kolegiata

## Drogi, szlaki turystyczne
Wieś Krypno jest położona przy drodze wojewódzkiej nr 671 Sokolany – Korycin – Knyszyn – Krypno – Jeżewo Stare – Sokoły
Szlaki turystyczne piesze:
- Szlak  – Królowej Bony długości 75 km.
- Szlak Maryjny: Białystok – 15 km – Supraśl – 12 km – Sokołda – 52 km – Różanystok – 61 km – Święta Woda – 45 km – Krypno – 47 km – Juchnowiec – 10 km – Białystok

## Zabytki
- Kolegiata w Krypnie – kościół pw. Narodzenia NMP z lat 1881–1885 (Sanktuarium Maryjne).